# Amphibian Airplanes of Canada
A Amphibian Airplanes of Canada ou AAC é um desenvolvedor e vendedor de pequenos aviões anfíbios ou hidroaviões, baseada em Squamish, Colúmbia Britânica .

## História
A AAC foi criada por Hans Schaer em Squamish na Colúmbia Britânica, Canadá em 1998, para o desenvolvimento de pequenos aviões anfíbios, que podem ser montados em casa.

## Produtos
- AAC SeaStar